# Kemijsko svojstvo
Kemijsko svojstvo je bilo koje svojstvo materijala koje se javlja za vrijeme kemijske reakcije, a to je neka odlika materijala koja se može ostvariti isključivo promjenom istoga. Kemijsko svojstvo se ne utvrđuje isključivo osjetilima, već prvotno i nužno utjecanjem na unutarnju strukturu promatrane tvari. Kemijska svojstva se mogu smatrati oprečnim fizičkim svojstvima koja se mogu opažati bez utjecanja na unutarnju strukturu tvari. Međutim, vrsta mnogih svojstava tvari proučavana s motrišta i fizike i kemije može ovisiti o perspektivi pojedinca.

## Primjeri kemijskih svojstava
- temperatura zapaljenja
- otrovnost
- koordinacijski broj
- zapaljivost
- entalpija stvaranja
- kemijska stabilnost